# John Linnell
John Linnell (New York City, 12 giugno 1959) è un cantante, chitarrista e batterista statunitense, noto soprattutto per aver formato il gruppo rock They Might Be Giants, dove oltre a comporre e cantare suona la fisarmonica, il sassofono, il clarinetto e le tastiere..

## Discografia

### Con They might be giants
Vedi discografia They Might Be Giants

### Solista
- 1999 - State Songs
- 2021 - Roman Songs (EP con 4 brani cantati in latino)